# Fortaleza de Kolagiri
La fortaleza de Kolagiri, también conocida con el nombre de fortaleza de la Reina (en idioma georgiano:ქოლაგირის ციხე), es una edificación de la edad feudal (finales del siglo XVIII) es en el este de Georgia, en la región de Kvemo Kartli en el municipio de Bolnisi. Ubicada en el lado izquierdo del río Algeti.

## Descripción

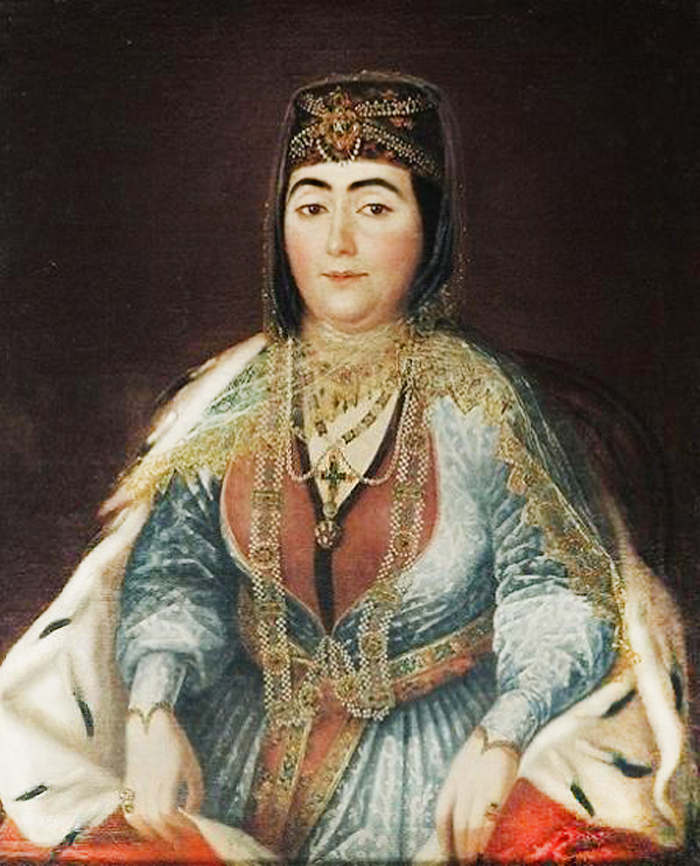
La reina Darejna

Este complejo fue uno de los últimos realizados por la familia residente Kolagiri, de este tipo de prisiones construidas en Kartli-Kakheti. Está construido en 1788-1798 por la reina Darejan. En el año 1801 Darejna se escribió a sí misma: «Construye una gran fortaleza y la pared del castillo». Hay un proyecto preliminar que ha sido construido por esta fortaleza. El plano de la prisión es cuadrado, la zona es ocupada con 2000 m². Se construyó de piedra y los ladrillos se utilizaban para la decoración de las torres y las entradas. La pared de 6 m de altura es más gruesa en la primara planta y hacia la parte superior se va afinando.
Además de las fortificaciones de las torres cilíndricas, hay una torre rectangular en el centro de las paredes este y oeste. La entrada principal está dispuesta en primer lugar. Las torres cilíndricas de ángulo tienen la misma solución. Los tres pisos constan: de la vivienda, mientras que la parte superior tiene únicamente carácter defensivo, en el interior de la cerca es donde se ubican las casas, los refugios y los cuarteles. En la muralla está únicamente una de las pequeñas iglesias del conjunto. Desde principios del siglo XIX perdió su utilización como prisión que pasó a otras cárceles del país.